# Saint-Klasse (1983)
Die Saint-Klasse ist eine Klasse von vier Fähren, die für die britische Reederei Sealink gebaut worden waren und von Sealink bzw. später Wightlink im Fährverkehr mit der Isle of Wight eingesetzt werden bzw. wurden.

## Geschichte

### Bau und Einsatz
Die Fähren wurden Anfang der 1980er- bzw. zwischen Ende der 1980er- und Anfang der 1990er-Jahre auf zwei britischen Werften gebaut. Die ersten beiden Fähren entstanden Anfang der 1980er-Jahre auf der Werft Robb Caledon Shipbuilders in Leith, Edinburgh, für die britische Reederei Sealink. Die zweite Fähre, die als St Helen in Fahrt kam, war das letzte Schiff, das vor der Schließung der Werft im Jahr 1984 zu Wasser gelassen wurde. Die Fähren wurden im Juli bzw. November 1983 auf der Strecke zwischen Portsmouth und Fishbourne auf der Isle of Wight in Dienst gestellt.
Bauwerft der beiden Ende der 1980er-/Anfang der 1990er-Jahre gebauten Fähren war die Werft Cochrane Shipbuilders in Selby. Eine der Fähren wurde 1987 an die aus der Reederei Sealink hervorgegangene Sealink British Ferries abgeliefert, die zweite 1990 an die Reederei Wightlink, in die Sea Containers nach der Übernahme von Sealink British Ferries durch Stena Line den Fährbetrieb zur Isle of Wight ausgelagert hatte. Auch diese Fähren wurden auf der Strecke zwischen Portsmouth und Fishbourne eingesetzt.
Drei der Fähren wurden 2010, 2015 und 2019 an die italienische Reederei Delcomar Compagnia di Navigazione verkauft. Delcomar setzt die Schiffe zwischen Portovesme auf Sardinien und Carloforte auf der Insel San Pietro sowie nach Calasetta auf der Insel Sant’Antioco ein.

### Zwischenfälle
Am 18. Juli 2014 stürzte das vordere der höhenverstellbaren Decks auf der Steuerbordseite beim Herunterfahren in Fishbourne aus etwa zwei Metern Höhe auf das Hauptdeck, nachdem eines der Drahtseile gerissen war. Ein Besatzungsmitglied, das sich auf dem Deck befand, sowie drei Autofahrer wurden im Krankenhaus behandelt. Weitere Autofahrer erlitten teilweise leichte Verletzungen, die vor Ort behandelt wurden. An Bord befanden sich 181 Passagiere und elf Besatzungsmitglieder.
Im Januar 2017 brach an Bord der St Faith, die sich auf dem Weg von Portsmouth nach Fishbourne befand, ein Feuer aus, das mit Bordmitteln bekämpft werden konnte. Zum Zeitpunkt des Unglücks befanden sich 52 Passagiere und 13 Besatzungsmitglieder an Bord. Es gab keine Verletzten.

## Technische Daten und Ausstattung
Die Fähren werden von drei Sechszylinder-MAN-Dieselmotoren angetrieben. Die Motoren, die bei Harland & Wolff in Belfast gebaut wurden, wirken jeweils auf einen Voith-Schneider-Propeller, von denen zwei am Heck und einer am Bug angeordnet sind.
Die Schiffe verfügen über ein durchlaufendes Fahrzeugdeck, das in der Mitte in Längsrichtung unter anderem durch Treppenhäuser, einem Personenaufzug und Versorgungsschächte geteilt ist. Auf beiden Seiten stehen je drei Pkw-Fahrspuren zur Verfügung. Die Be- und Entladung des Fahrzeugdecks erfolgt über je eine herunterklappbare Bug- bzw. Heckrampe. Zur Erhöhung der Kapazität sind die Schiffe mit vier höhenverstellbaren Decks ausgerüstet, von denen jeweils zwei auf beiden Seiten der Schiffe eingehängt sind. Auf den höhenverstellbaren Decks stehen ebenfalls jeweils drei Pkw-Fahrspuren zur Verfügung. Die beiden vorderen Decks sind jeweils 21,1 Meter lang und 6,89 Meter breit, die beiden hinteren jeweils 19,9 Meter lang und 6,89 Meter breit. Sie können jeweils 20,25 t tragen. Auf den vorderen höhenverstellbaren Decks ist Platz für jeweils 12 Pkw, auf den hinteren für jeweils 15 Pkw. Die einzelnen Decks können unabhängig voneinander genutzt werden. Insgesamt können hier 54 Pkw befördert werden. Werden die höhenverstellbaren Decks nicht genutzt, sind sie unter die Decksaufbauten hochgezogen.
Die Decksaufbauten überbauen das Fahrzeugdeck ab etwa dem ersten Drittel der Schiffslänge. In den Decksaufbauten sind auf zwei Decks Aufenthaltsräume für die Passagiere untergebracht. Die Brücke der Schiffe ist nach vorne auf die Decksaufbauten aufgesetzt. Sie erstreckt sich als geschlossene Brücke über die gesamte Schiffsbreite und geht zur Verbesserung der Übersicht aus den geschlossenen Brückennocken etwas über die Schiffsbreite hinaus.

## Schiffe
| Saint-Klasse | Saint-Klasse                  | Saint-Klasse | Saint-Klasse                                           | Saint-Klasse               |
| Bauname      | Bauwerft Baunummer            | IMO-Nummer   | Stapellauf Ablieferung Indienststellung                | Spätere Namen und Verbleib |
| ------------ | ----------------------------- | ------------ | ------------------------------------------------------ | -------------------------- |
| St Catherine | Robb Caledon Shipbuilders 534 | 8120557      | 30. März 1983 Juni 1983 3. Juli 1983                   | 2010: GB Conte             |
| St Helen     | Robb Caledon Shipbuilders 535 | 8120569      | 15. September 1983 24. November 1983 30. November 1983 | 2015: Anna Mur             |
| St Cecilia   | Cochrane Shipbuilders 135     | 8518546      | 4. November 1986 März 1987 27. März 1987               | 2019: Nando Murrau         |
| St Faith     | Cochrane Shipbuilders 169     | 8907228      | 28. Februar 1990 Juli 1990 18. Juli 1990               |                            |

Bei Wightlink fahren bzw. fuhren die Schiffe unter der Flagge des Vereinigten Königreichs mit Heimathafen London.
Die an Delcomar verkauften Fähren fahren unter italienischer Flagge. Heimathafen ist Cagliari.

## Trivia
Die St Cecilia war 1989 Drehort der BBC-Kinderserie Grange Hill (Staffel 12, Episode 13).
Szenen des 2002 veröffentlichten, französischen Spielfilms Liebe deinen Vater (Originaltitel: Aime ton père) mit Gérard Depardieu wurden an Bord der St Cecilia gedreht. Für die Dreharbeiten wurde die Fähre extra mit den Farben einer fiktiven, schwedischen Reederei Norselink versehen.
Szenen für das Musikvideo zu The Road To Mandalay von Robbie Williams aus dem Jahr 2001 wurden auf der  St Catherine gedreht.